# Русини у Републици Српској
Русини у Републици Српској (русин. Руснаци у Републики Сербскей) су грађани русинског поријекла и русинске етничке припадности, који живе и раде на територији Републике Српске. Русини представљају једну од најмалобројнијих  националну мањину на територији Републике Српске. Њихова историја на овим просторима траје од доласка аустроугарске окупационе власти 1878. године, када прве русинске породице из западне Галиције, данашње Украјине насељавају подручја прњаворске, лакташке, челиначке, дервентске и сусједних општина. Са собом су донијели своју културу, обичаје, традицију и језик који су се и данас задржали у Српској.
Русини су једна од седамнаест службених националних мањина у Републици Српској, а њихове интересе заступају представници и делегати у Вијећу народа Републике Српске, Савјету националних мањина и Савезу националних мањина. Делегати из Вијећа народа се распоређују у радна тијела, Савјет националних мањина бира предсједника, потпредсједника и секретара, док Савез националних мањина бира предсједника, потпредсједника и Координационо тијело, које 2016. године замјењује Управни одбор. Русини нису учествовали у оснивању Савеза националних мањина, а до сада нису имали делегате у сазивима Вијећа народа, Савеза националних мањина и Савјета националних мањина.

## Историјат
Према историјским подацима, о досељавању страних народа на подручје бивше Југославије, Русини су први пут населили ове просторе средином 18. вијека, али тек попис из 1746. године свједочи о боравку већег броја русинских породица у овим крајевима. Русини су се на територију данашње Републике Српске доселили из источне Галиције и у мањем броју из Закарпатја крајем 19. и почетком 20. вијека. Разлози њиховог досељавања били су  као и код осталих народа углавном економске природе. На просторе Републике Српске их је привукла пропаганда која се ширила по аустроугарској држави о бесплатној додјели земље и ослобађању од пореза, те су из тог разлога насељавали равничарске крајеве, простор између Дервенте и Бање Луке, посебно области око Прњавора. Русини су на територији Републике Српске били најпознатији у народу под називом Галицијани, према области из које су доселили. Највећа концентрација досељених Русина била је око Прњавора и Приједора, у слабо насељеном крају из којег се муслиманско становништво након аустроугарске окупације БиХ иселило у Турску. Русински су досељеници у том крају искрчили бројне хектаре шуме и претворили их у обрадиве површине. Прве године након доласка на ове просторе су биле тешке за Русине. Русински хроничар Јосиф Гродски пише како је русинским досељеницима пуно помагало домаће становништво и наводи случајеве кад један муслиман у Челинцу организовао прикупљање хране за једног сиромашног Русина, те како Хрвати помажу око градње гркокатоличких цркава.
Прве године живота у тим крајевима биле су изузетно тешке и напорне, а тек 1909. године основана је прва русинска читаоница Друштва „Просвита“ у Прњавору, а сљедећих година и у Српцу, Мујинцима, Бањој Луци, Старој Дубрави, Козарцу и Каменици, Русини су оснивали друштва за његовање русинске културе, обичаја и традиције, као и читаонице гдје се прикупљала литература на русинском језику.

## Религија
Русини у Републици Српској, као и већина њихових сународника, у околним земљама, Србији и Хрватској, као и широм свијета су углавном гркокатолици, док има и мали број православаца. Гркокатоличка црква тренутно на територији Српске има десет парохија са 19 храмова и капела. Ових десет парохија улазе у састав Гркокатоличког викаријата у Босни и Херцеговини у којем дјелује седам свештеника. На територији Викаријата дјелују и монахиње Василијанке и Служебнице, а босанскохерцеговачки Викаријат је у саставу Крижевачке епархије која у себи окупља вјернике гркокатолике Хрватске, Словеније и Босне и Херцеговине. Крижевачка епархија Гркокатоличкe црквe у Хрватској, Словенији, Босни и Херцеговини и Србији се састоји од неколико црквених управних тијела, од којих је један Босанско-херцеговачки викаријат са сједиштем у Трнопољу, под чију јурисдикцију улазе све гркокатоличке парохије у Републици Српској.

## Култура
Припадници русинске националне мањине у Републици Српској, труде се да кроз своје активности задрже традицонални начин живота, обичаје, културу и кухињу као у матичној земљи.

## Удружења
У Републици Српској, постоји једно удружење, које окупља припаднике русинске заједнице. То је Удружење Русина „Русини” у Брчком.

## Распрострањеност
По попису становништва 2013. у Босни и Херцеговини, а према подацима које је издао Републички завод за статистику, и који су једини валидни за Републику Српску, у Републици Српској је живјело 19 Русина. Русини настањују сљедеће општине и градове:
| Русини, по општинама и градовима, према попису становништва 2013. у Републици Српској |        |
| јединица локалне самоуправе                                                           | укупно |
| укупно                                                                                | 19     |
| Бања Лука                                                                             | 6      |
| Бијељина                                                                              | 1      |
| Брчко                                                                                 | 4      |
| Дервента                                                                              | 1      |
| Добој                                                                                 | 1      |
| Козарска Дубица                                                                       | 1      |
| Котор Варош                                                                           | 1      |
| Модрича                                                                               | 1      |
| Прњавор                                                                               | 3      |
| Србац                                                                                 | 2      |
| Требиње                                                                               | 1      |
| Шамац                                                                                 | 1      |

## Значајне личности
- Славко Винаји, каратиста,[10][11] потпуковник Војске Републике Српске[12] и пуковник Оружаних снага БиХ.[13]
- Тијана Вучуревић, члан Савјета националних мањина БиХ, из Републике Српске и први замјеник предсједавајућег у другом сазиву.[14]
- Дарио Лукић, предсједник Удружења Русина у Брчком и члан Савјета националних мањина Брчко Дистрикта.[15]
- Андрија Сегеди, први парох, најстарије гркокатоличке парохије основане у на територији данашње Републике Српске у Прњавору 1987. године.[16]